# Svatý Mikuláš
Svatý Mikuláš är en ort i Tjeckien.   Den ligger i regionen Mellersta Böhmen, i den centrala delen av landet, 70 km öster om huvudstaden Prag. Svatý Mikuláš ligger 206 meter över havet och antalet invånare är 731.
Terrängen runt Svatý Mikuláš är platt.Runt Svatý Mikuláš är det ganska tätbefolkat, med 116 invånare per kvadratkilometer. Närmaste större samhälle är Kolín, 11,5 km väster om Svatý Mikuláš. Trakten runt Svatý Mikuláš består till största delen av jordbruksmark.